# 尼基塔·米亥科夫
尼基塔·謝爾蓋耶維奇·米亥科夫（羅馬化：Nikita Sergeyevich Mikhalkov；1945年10月21日—），又譯尼基塔·米哈爾科夫，俄羅斯導演與演員。

## 生平
尼基塔·米亥科夫出生於莫斯科藝術世家，曾祖父是雅羅斯拉夫爾總督，其母親是加利齊納公主。父親謝爾蓋·米哈爾科夫是有名的兒童文學作家。尼基塔·米亥科夫的母親納塔利婭是詩人，是前衛藝術家彼得·康查洛夫斯基女兒，傑出畫家瓦西里·蘇里科夫孫女。尼基塔·米亥科夫哥哥是電影製片人安德烈·康查洛夫斯基。
尼基塔·米亥科夫於莫斯科藝術劇院學習表演，後來進入瓦赫坦戈夫劇院休金學院。之後他進入，莫斯科俄羅斯國家電影學院，師從製片人米哈伊爾·羅姆，他也是安德烈·康查洛夫斯基和安德烈·塔可夫斯基的導師。他在1968年執導第一部短片《重返家園》，畢業作品是1970年《戰爭結束的平靜日子》。米亥科夫在1974年完成首部劇情片《敌中有我，我中有敌》。

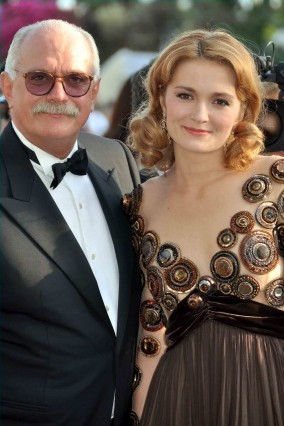
尼基塔·米亥科夫與女兒

米亥科夫於第二部劇情片《愛的奴隸》（1976年）獲得國際注目。他的下一部電影《Platonov》（1977）改編自安東·帕夫洛維奇·契訶夫的早期劇本，並贏得聖塞巴斯蒂安電影節首獎。在1978年，尼基塔·米亥科夫執導《五個晚上》，劇情描述第二次世界大戰期間的愛情故事。米亥科夫的下一部電影《Oblomov》改編自伊凡·岡察洛夫的經典小說。《家庭關係》（1981年）是一部喜劇，《如果沒有目擊者》（1983）第13屆莫斯科國際電影節榮獲費比西獎。
1980年代初，米亥科夫擔任演員，曾飾演蘇聯版《巴斯克維爾的獵犬》中的亨利·巴斯克維爾。他還出演了許多自己拍攝的電影，包括《愛情的奴隸》。
《黑眼睛》（1987年）劇情結合安東·契訶夫幾篇短篇小說，由義大利演員馬塞洛·馬斯楚安尼主演。該片獲得高度評價，馬塞洛·馬斯楚安尼獲得1987年坎城電影節最佳男演員獎 ，並提名奧斯卡獎。
米亥科夫的下一部電影《蒙古精神》（1992年）在威尼斯電影節獲得金獅獎，被提名奧斯卡最佳外語片獎。
1994年，米亥科夫執導《烈日灼身》，描述斯大林執政時期的政治迫害。這部影片在坎城電影節獲得評審團大獎 ，也獲得奧斯卡最佳外語片獎等諸多榮譽。迄今為止，《烈日灼身》仍然是俄羅斯最賣座的電影。
1996年，他在第46屆柏林國際電影節擔任評審團主席。
米亥科夫藉由《烈日灼身》的票房 ，籌集資金拍攝史詩電影《西伯利亞的理髮師》（1998年）。這部電影在1999年坎城電影節上首映。朱莉婭·奧蒙德和奧列格·緬什科夫經常出現在米亥科夫電影，米亥科夫本人演出沙皇亞歷山大三世。這部電影獲得俄羅斯國家獎。米亥科夫之後選擇管理俄羅斯電影導演聯盟。儘管董事很多人反對，他仍當選為俄羅斯電影導演聯盟主席，自2000年以來擔任莫斯科電影節主席，他還成立俄羅斯金鷹獎（ премия Золотой Орёл）。
2007年9月8日，米亥科夫改編《十二怒漢》為《十二怒漢：大審叛》，於威尼斯電影節首映，獲得許多評論家稱讚。2008年1月22日，《十二怒漢：大審叛》提名2008年奧斯卡獎。
米亥科夫執導的《烈日灼身2》在2010年坎城電影節首映，但沒有得到任何獎項。這部影片代表俄羅斯參加第84屆奧斯卡獎。

## 私生活
尼基塔·米亥科夫的第一任妻子是著名的俄羅斯女演員阿納斯塔，他們育有一個兒子斯捷潘·米亥科夫，出生於1966年9月。他與第二任妻子塔季揚娜育有兒子阿爾喬姆（生於1975年12月8日）與女兒安娜（生於1974年）、娜佳（生於1986年9月27日）。

## 政治

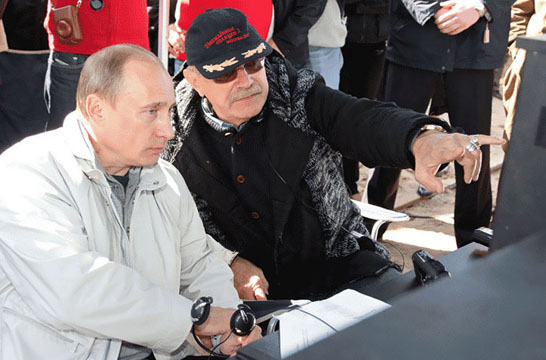
尼基塔·米亥科夫與俄羅斯總理弗拉基米爾·普京於2008年5月13日在列寧格勒州拍攝《烈日灼身2》。

他積極參與俄羅斯政治活動，主張俄羅斯民族主義和親斯拉夫派觀點。
2008年，他訪問塞爾維亞，支持極端民族主義候選人托米斯拉夫·尼科利奇。米亥科夫在一次演講中，談到「反對傳統戰爭」，他引述東正教為「反對麥當勞文化和知識的主力軍」 。有記者問米亥科夫：「麥當勞或斯大林主義哪一個更好？」，米亥科夫回答道：「那要看人來決定」。米亥科夫曾形容自己是一位君主主義者。
米亥科夫一直是俄羅斯總統弗拉基米爾·普京的堅定支持者。2007年10月，米哈爾科夫製作電視節目慶祝普京55歲生日，共同簽署一封公開信要求普京不要在他任期屆滿後下台。
尼基塔·米亥科夫的領導風格招致許多著名的俄羅斯電影製片人批評，包括老阿爾克謝·蓋爾曼和小阿爾克謝·蓋爾曼父子、亚历山大·索科洛夫、葉爾達爾·梁贊諾夫、安德烈·波波夫、尼古拉·霍梅利基、帕维尔·巴尔金、影評人丹尼爾·東杜列伊、安德烈·普拉霍夫以及莫斯科電影博物館館長瑙姆·克莱曼。他們陸續離開俄羅斯電影導演聯盟，並於2010年4月組成新電影工會。
米亥科夫支持克里米亞併入俄羅斯，他於2015年被烏克蘭國家安全局禁止入境五年。雖然贊成這次吞併，但他同時呼籲釋放烏克蘭電影製片人奧列格·先佐夫。2022年3月，由於公開支持俄羅斯入侵烏克蘭，他被拉脫維亞列為「不受歡迎人物」，無限期禁止入境。

## 作品
- 1987年：《黑眼睛》
- 1991年：《蒙古精神》
- 1994年：《烈日灼身》
- 1998年：《西伯利亚的理发师》
- 2007年：《十二怒漢：大審叛》

## 外部連結
- Mikhalkov Productions （页面存档备份，存于）
- 尼基塔·米亥科夫在互联网电影资料库（IMDb）上的資料（英文）
- 尼基塔·米亥科夫在豆瓣上的资料（简体中文）